# Psychropotes
Psychropotes is een geslacht van zeekomkommers, en het typegeslacht van de familie Psychropotidae.

## Soorten
- Psychropotes belyaevi Hansen, 1975
- Psychropotes depressa (Théel, 1882)
- Psychropotes hyalinus Pawson, 1985
- Psychropotes longicauda Théel, 1882
- Psychropotes loveni Théel, 1882
- Psychropotes minuta Koehler & Vaney, 1905
- Psychropotes mirabilis Hansen, 1975
- Psychropotes scotiae (Vaney, 1908)
- Psychropotes semperiana Théel, 1882
- Psychropotes verrucosa (Ludwig, 1893)
- Psychropotes xenochromata Rogacheva & Billett, 2009